# 綦毋滕
綦毋滕，五胡十六国時代后燕官员。
384年，慕容垂的儿子慕容农在列人县起兵，自称驃騎大将軍，綦毋滕在他麾下担任参軍。前秦长乐公苻丕想要消灭列人的旧前燕勢力，派石越率领步騎一万余人，前去討伐。石越抵达列人城西，慕容农派綦毋滕、参军赵秋率军抵御，二人击破石越軍前鋒。